# Azilia vachoni
Azilia vachoni là một loài nhện trong họ Tetragnathidae.
Loài này thuộc chi Azilia. Azilia vachoni được miêu tả năm 1954 bởi Caporiacco.